# MissaSinfonia
Ángel Missael Castañeda Vega' <ref> [https: //www.mejorinfluencer.com/youtuber/missasinfonia/ "▷ MissaSinfonia Wiki ≫ Tiểu sử của Người có ảnh hưởng này 【2021】"]. Best Influencer (bằng tiếng Tây Ban Nha). Truy cập ngày 11 tháng 10 năm 2021. {{Chú thích web}}: Kiểm tra giá trị |url= (trợ giúp)</ref> (sinh ngày 27 tháng 1 năm 1994) , còn được gọi là  'MissaSinfonia'  (hoặc đơn giản là Missa) , là một YouTuber người Mexico, ca sĩ và nhà soạn nhạc nổi tiếng với các video hài. Anh hiện đang cư trú tại Los Mochis, Sinaloa, phía bắc Mexico. Kênh của anh ấy có hơn 12 triệu lượt đăng ký . Nó đã được giới thiệu trong ấn bản thứ ba của Tuần lễ Trò chơi Mexico, lễ kỷ niệm ảo của trò chơi điện tử 

## Tiểu sử
Anh ấy sinh ngày 27 tháng 1 năm 1994 . Họ là Rolando Castañeda và Silvia Vega <ref> "Missa Sinfonía, Youtuber Mochitense đang phá vỡ sự sáng tạo của mình". www.mochisonline.com. {{Chú thích web}}: Đã bỏ qua tham số không rõ |truy cập - date= (trợ giúp)</ref>, Anh ấy có một anh trai và một em gái, Rola và Silvia (hoặc Silvita), những người cũng đã xuất hiện trong các video khác nhau. Từ khi còn là một đứa trẻ, Missa đã sống ở nhiều vùng khác nhau của Mexico, bao gồm Culiacán, Guadalajara, Sinaloa và Saltillo. Missa đã tạo video nhưng thực tế anh ấy không chia sẻ chúng với bất kỳ ai, cho đến khi anh huyển đến một thành phố mới và bắt đầu gửi cho bạn bè những bộ phim hàng ngày để giữ liên lạc. Missa thành lập ban nhạc rock khi còn là một thiếu niên, ngoài chơi guitar anh còn là ca sĩ chính và nhà soạn nhạc.

## Kênh YouTube
Anh ấy đã tải lên video đầu tiên của mình vào năm 2011 với tựa đề "Un Dia Comun Parte 1" . Trong số các video nổi tiếng nhất của anh ấy là loạt video nổi tiếng "Phân tích  La rosa de Guadalupe , trong đó có 14 phần, trong đó phần thứ 9 đã được kiểm duyệt và tải lại lên kênh phụ của anh ấy  YoSoyMissa , và một cái khác đã bị xóa và được tải lên lại bởi một người cuồng tín. Và một số lồng tiếng trong số đó cho các sản phẩm dành cho truyền hình mà họ cũng đã mạo hiểm. Anh ấy đã tiết lộ rằng anh ấy thuận cả hai tay, tuy nhiên anh ấy thích sử dụng tay trái khi viết. Ángel Missael Castañeda Vega hiện có một kênh hoạt động là "MissaSinfonia", nơi anh ấy tạo Vlog, Sketches, âm nhạc hoặc kể những giai thoại về cuộc đời mình. Vào tháng 2 năm 2018, anh ấy đã đạt 1.000.000 người đăng ký nhờ nỗ lực và cống hiến của mình với YouTube và hiện anh ấy có hơn 11.000.000 người đăng ký. Anh ấy đã có các kênh khác, bao gồm "YoSoyMissa", "Jugando con Missa" hoặc "NoMeJodasTV" (với tư cách là người tham gia). Anh ấy cũng đã đề cập rằng từ khi còn nhỏ anh ấy đã làm video, tuy nhiên anh ấy không xuất bản chúng, anh ấy cũng đã cho xem các kênh mà anh ấy đã tạo cách đây một thời gian, trong đó anh ấy sử dụng Loquendo và / hoặc quay trực tiếp lên màn hình.